# Aline Nakashima
Aline Nakashima (São José dos Campos, 3 de abril de 1982) es una modelo brasileña. Fue descubierta en un certamen de modelaje cuando tenía 17 años. Ha hecho dos apariciones en la publicación Sports Illustrated Swimsuit Issue, en 2006 y 2007. Trabaja para la agencia Marilyn en la ciudad de Nueva York.
Ha modelado para marcas y compañías como ALDO, Armani Exchange, DKNY, GAP, Esprit, Kenneth Cole, Lycra, MAC, Morgan, Mercedes-Benz, Neiman Marcus, Nordstrom, Playtex, Ralph Lauren, Saks Fifth Avenue, Sephora, Triumph International y Victoria's Secret.
Aline nació en São José dos Campos, São Paulo. Su padre tiene ascendencia japonesa y su madre ascendencia portuguesa.